# 索菲娅·朱斯蒂尼
索菲娅·朱斯蒂尼（義大利語：Sofia Giustini，2003年2月28日—），意大利女子水球运动员。她曾代表意大利国家队参加2024年夏季奥林匹克运动会女子水球比赛，获得第六名。